# Zębiełek długoogonowy
Zębiełek długoogonowy (Crocidura dolichura) – gatunek owadożernego ssaka z rodziny ryjówkowatych (Soricidae). Występuje w Afryce Zachodniej i Środkowej w państwach takich jak: Burundi, Kamerun, Republika Środkowoafrykańska, Demokratyczna Republika Konga, Kongo, Gwinea Równikowa i Gabon oraz prawdopodobnie Rwanda. Gatunek ten zamieszkuje tropikalne lasy zarówno na nizinach jak i w górach do wysokości 2310 m n.p.m. Długi ogon służy do zachowania równowagi podczas poruszania się w górach. W Czerwonej księdze gatunków zagrożonych Międzynarodowej Unii Ochrony Przyrody i Jej Zasobów został zaliczony do kategorii LC (niższego ryzyka). Nie ma większych zagrożeń dla populacji tego gatunku.